# Péage
Pour les articles homonymes, voir Péage (homonymie).
Le péage est une forme ancienne de fiscalité appliquée aux infrastructures de transport, apparue dès l'Antiquité en échange du droit à franchir un passage, une frontière, un cours d'eau ou emprunter un ouvrage d'art. Cette taxe peut s'appliquer aux personnes, aux véhicules, ou aux marchandises transportées. Le terme désigne aussi dans le langage courant le poste de péage (ou barrière de péage) dans lequel ce « droit » est perçu En Europe, c'était un droit féodal, souvent jugé abusif, progressivement réformé par la monarchie au XVIIIe siècle, notamment en France via des commissions de vérification et de rationalisation des tarifs. Aboli par la Révolution française, il est réintroduit au XIXe siècle pour financer les ponts et routes en concession. Le XXe siècle en France a connu un nouveau tournant avec la loi de 1955, qui établit le péage autoroutier comme modèle de financement. Aujourd'hui, le péage est au cœur de débats sur la rentabilité anormalement élevée des concessions, la justice fiscale, alors que des formes modernes de péage urbain refont surface, dont pour lutter contre la congestion, le bruit et la pollution de l'air.

## Étymologie
À l'origine, le « péage » ne concerne qu'un « passage à pied » car l'étymon provient du latin pes, pedis, le pied. En particulier, l'ancien français péage attesté en 1190 est issu du latin populaire pedaticum, qui est le droit de mettre le pied. Le terme impliquait originellement le piéton, et non le verbe « payer ». Actuellement mais aussi très tôt, avant le XIIe siècle, il est associé à l'idée de droit de passage payant, quel que soit le moyen de transport ; il peut s'appliquer à des personnes, des animaux, des marchandises ou des véhicules. Les termes octroi et barrière de péage sont aussi usités.

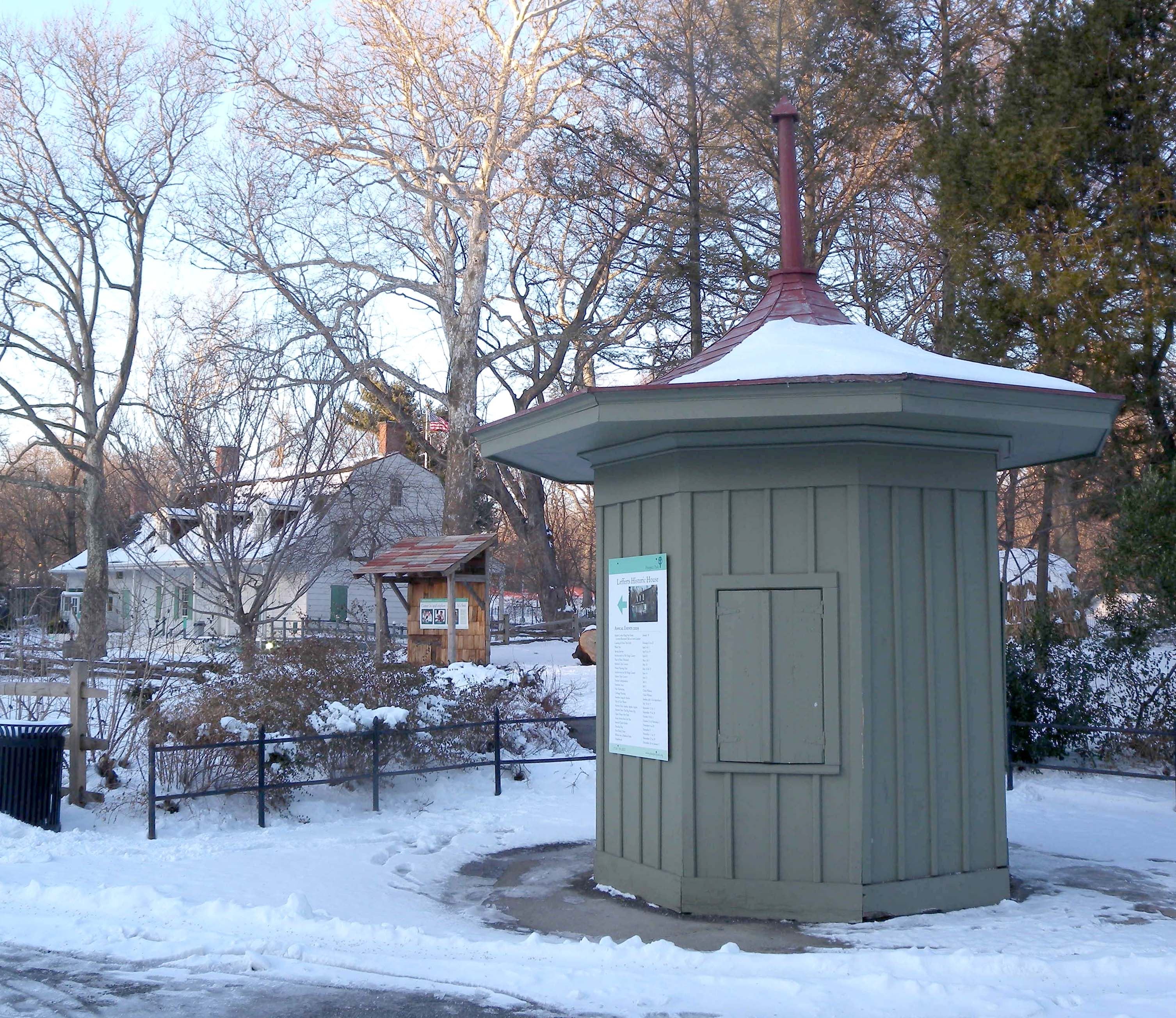
Cabine de péage routier du XIXe siècle à Kings County, New York.

## Histoire
Autrefois, la perception de péages était assez courante, notamment à l'entrée des villes (octroi). Dans le Saint-Empire romain germanique et en d'autres pays d'Europe, les Juifs étaient soumis à un péage corporel connu en région germanophone sous le nom de Leibzoll. De nos jours, le péage est essentiellement un moyen de remboursement du financement des travaux par les usagers des ouvrages d'art importants et de certains réseaux de communications, ce qui évite à l'État de recourir à l'impôt. Ces ouvrages sont généralement gérés par des sociétés privées, ou d'économie mixte, titulaires d'une concession d'exploitation.
L'acquittement des droits est traditionnellement lié au franchissement de points de contrôle matérialisés et signalés. En Europe, l'application de l'écotaxe aux transports routiers de marchandises devrait toutefois introduire de nouvelles formes de péage plus sophistiquées, faisant notamment appel à des techniques de géolocalisation satellitaire.

## Exploitations

À gauche schéma de péage autoroutier à quatre barrières, une par voie d'accès. À droite système à deux barrières qui nécessite plus d'ouvrages d'arts.

### Europe

#### Allemagne
Pour les voitures, les autoroutes allemandes ne font l'objet ni de péages ni de vignette, mais sont financées par la fiscalité générale, tout comme les autres types de voies de circulation. Pour les camions, dont une part croissante appartient à des sociétés de transports étrangères donc non soumises à la fiscalité allemande, le système à portiques Toll Collect a été mis en service le 1er janvier 2005. Exception, le tunnel sous la Warnow près de Rostock est à péage.

#### Belgique
Pour les véhicules légers, les autoroutes belges sont financées par la fiscalité générale. Elles sont donc gratuites sur l'ensemble du royaume, à la seule exception du tunnel de Liefkenshoek sur le Ring 2 d'Anvers, en région flamande,. Pour les camions (poids lourds, y compris les tracteurs de semi-remorque), la circulation sur les autoroutes et certains grands axes du pays est soumise à un prélèvement kilométrique depuis 2016. Un boîtier satellitaire appelé On Board Unit (OBU) enregistre les kilomètres parcourus sur les routes à péage de Belgique.

#### Biélorussie
Les véhicules avec un PTAC inférieur ou égal à 3,5 t enregistrés dans un état membre de l'Union économique eurasiatique ne payent pas de droits pour circuler en Biélorussie. Les autres types de véhicules doivent payer un péage d'au moins 0,04 euro par km (voir « Chemins de péage en Biélorussie »).

#### Danemark
Les routes au Danemark sont généralement disponibles gratuitement. Seulement la liaison du Grand Belt et le pont de l'Øresund (Danemark - Suède) sont à péage.

#### France

Symbole d'indication d'itinéraire SU5, avertissant les usagers qu'une destination est atteinte par une section à péage

En France, le péage s'applique principalement aux réseaux d'autoroutes de liaisons interurbaines, la plupart des autoroutes urbaines ou de dégagement d'agglomérations étant gratuites (à quelques exceptions près, comme l'autoroute A14 et le Duplex A86, le contournement de Nice sur l'A8, le contournement sud de Reims ou le boulevard périphérique nord de Lyon). Un péage est également en vigueur sur une large partie du réseau de voies navigables de France. Il concerne les navires de plaisance, ainsi que les navires commerciaux.
Les péages ferroviaires peuvent représenter 40 % du prix d'un billet de train à grande vitesse.

##### Péages routiers en France
Modulation des péages : elle est possible en application du droit européen, le péage peut être modulé, mais la loi Grenelle II (juillet 2010) précise que :
- les modulations de péages doivent être fixées de manière à rester « sans effet sur le montant total des recettes de l'exploitant. La structure de la modulation est modifiée dans les deux ans suivant la fin de l'exercice au cours duquel la structure précédente est mise en œuvre[8] » ;
- « Au plus tard le 1er janvier 2010 ou, pour les contrats de délégation de service public en cours, dès leur renouvellement, les péages sont modulés en fonction de la classe d'émission EURO du véhicule, au sens de l'annexe 0 de la directive 1999 / 62 / CE du Parlement européen et du Conseil du 17 juin 1999 relative à la taxation des poids lourds pour l'utilisation de certaines infrastructures. Le péage modulé à acquitter ne peut être supérieur de plus de 100 % au péage appliqué aux véhicules équivalents qui respectent les normes d'émission les plus strictes[8] » ;
- « Les péages peuvent être modulés en fonction du moment de la journée, de la date et du jour de la semaine. Le péage modulé à acquitter ne doit pas être d'un montant supérieur de plus de 100 % à celui prévu au titre de la période bénéficiant du tarif le plus bas. Si cette dernière période bénéficie d'une exonération tarifaire, la modulation prévue pour la période au tarif le plus élevé n'excède pas 50 % du montant du péage normalement applicable au véhicule en cause[8] ».

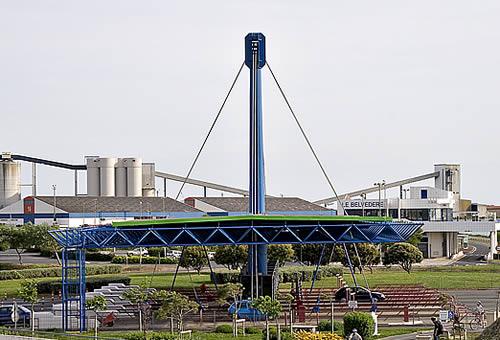
Péage du pont de l'Île de Ré.

Il s'applique aussi à des ouvrages d'art importants :
- des ponts comme le pont de Normandie, le viaduc de Millau ou le pont de l'île de Ré, le pont de Tancarville ;
- des tunnels comme le tunnel Prado-Carénage, le tunnel du Mont-Blanc, le tunnel du Fréjus, le tunnel Maurice-Lemaire, le Tunnel du Puymorens, le Duplex A86.

Enfin, il existe encore quelques rares routes à péage, menant le plus souvent vers des sites protégés, comme derniers kilomètres de la route menant au Cirque de Troumouse, ou, jusqu'en 2010, au Puy-de-Dôme.
Les tarifs des péages dépendent du véhicule conduit, on distingue 5 classes :
- classe 1 : véhicules ou ensembles roulants (véhicules tractant une remorque ou une caravane) dont la hauteur totale est inférieure ou égale à 2 mètres et dont le Poids total autorisé en charge (PTAC) est inférieur ou égal à 3,5 tonnes ;
- classe 2 : véhicules ou ensembles roulants dont la hauteur totale est comprise strictement entre 2 mètres et 3 mètres et dont le PTAC est inférieur ou égal à 3,5 tonnes ;
- classe 3 : véhicules à deux essieux dont la hauteur totale est supérieure ou égale à 3 mètres ou dont le PTAC est supérieur à 3,5 tonnes ;
- classe 4 : véhicules ou ensembles roulants à plus de deux essieux, dont la hauteur totale est supérieure ou égale à 3 mètres ou dont le PTAC est supérieur à 3,5 tonnes ;
- classe 5 : véhicules motorisés à deux ou trois roues.

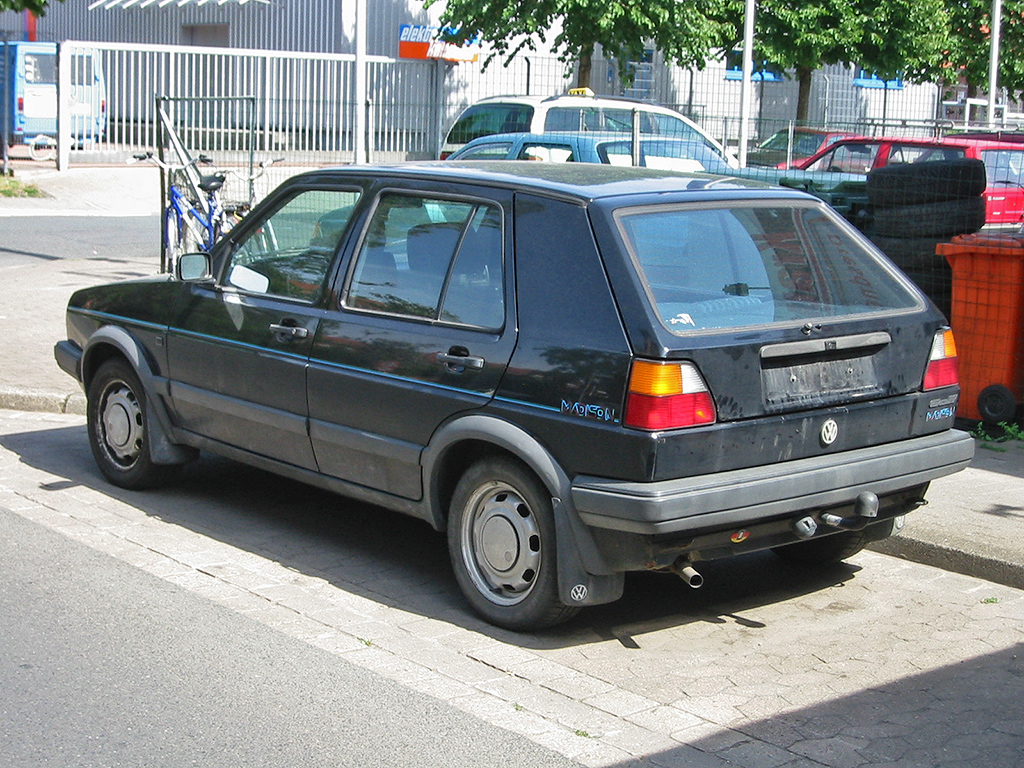
Exemple de classe 1.
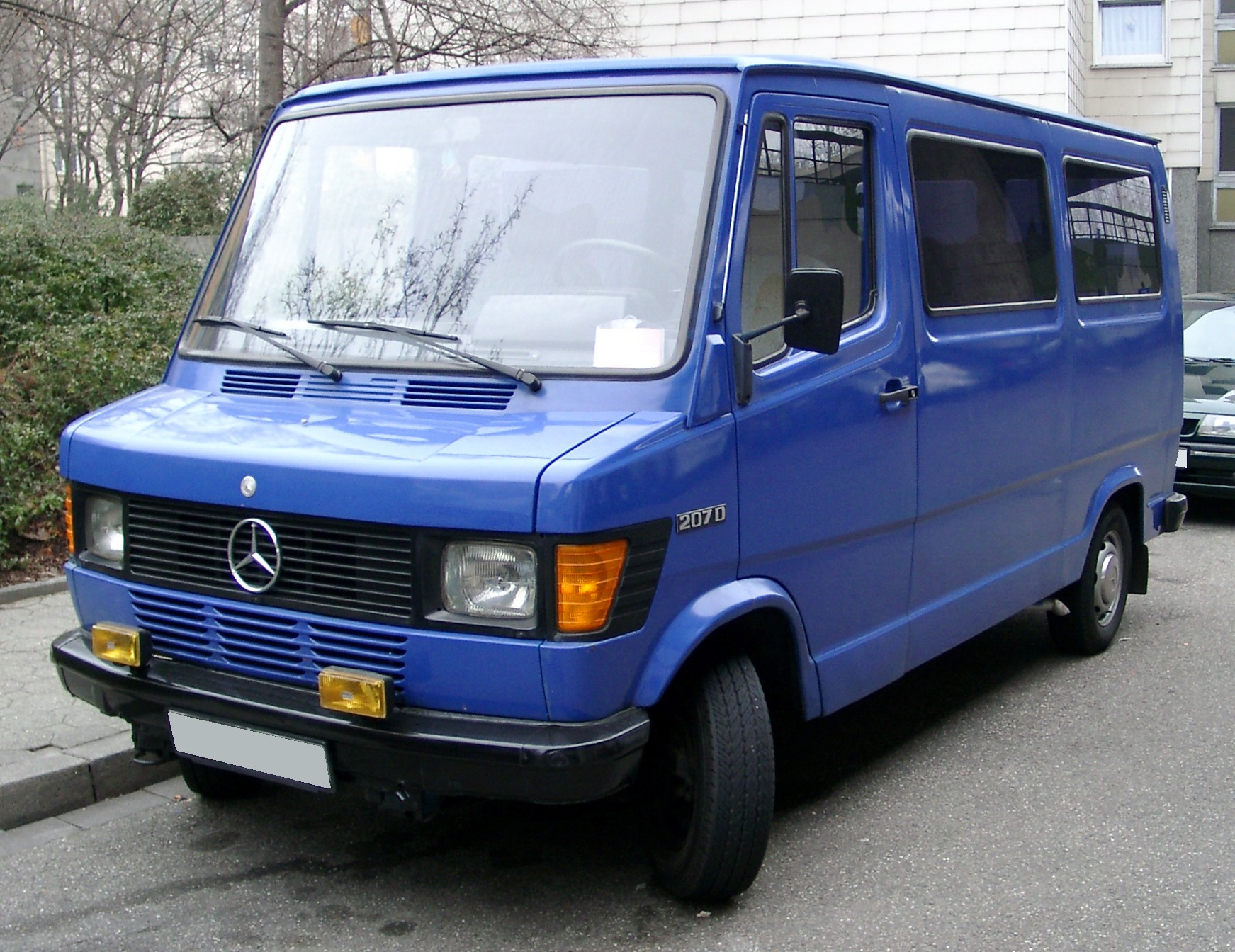
Exemple de classe 2.
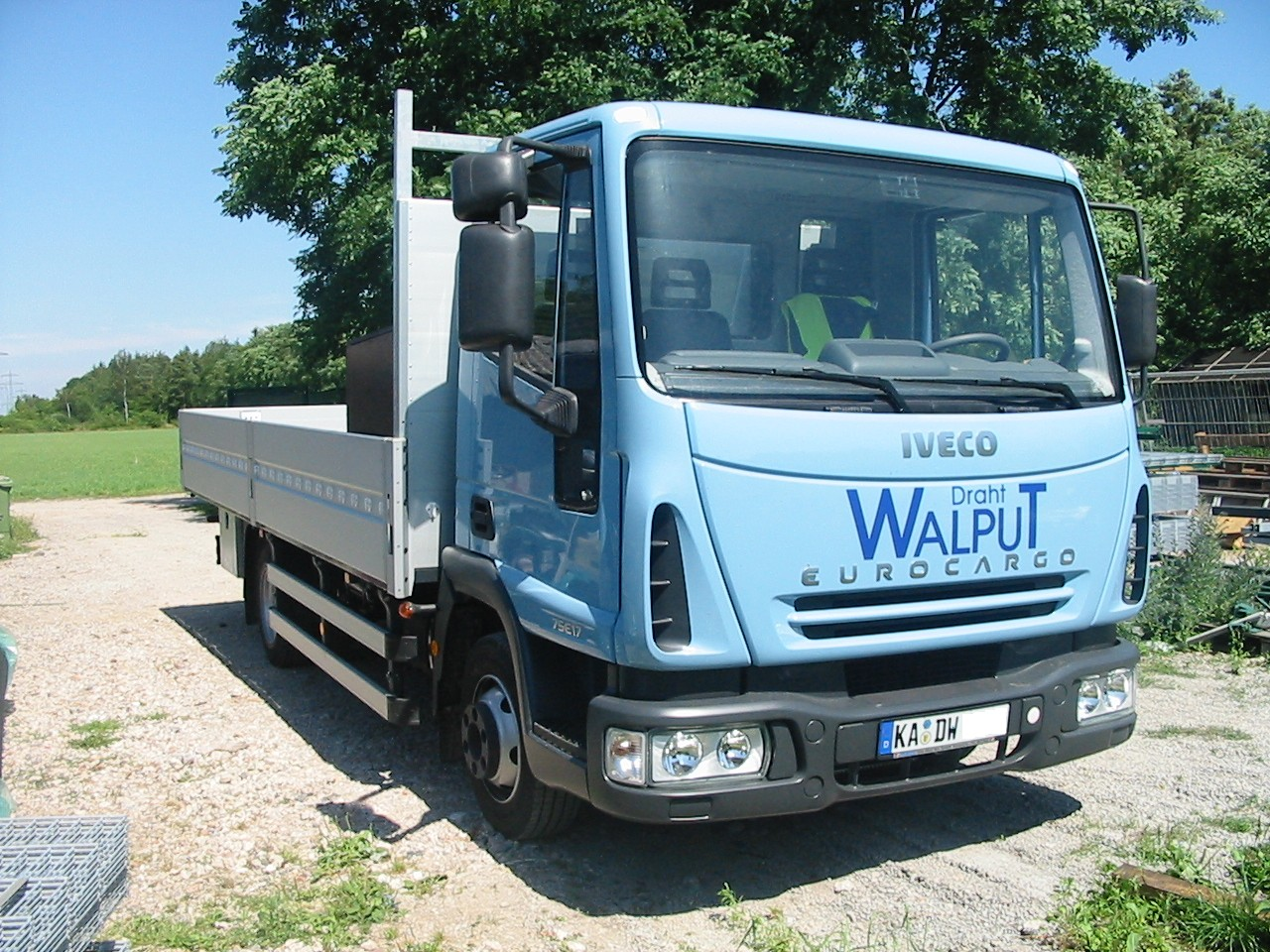
Exemple de classe 3.
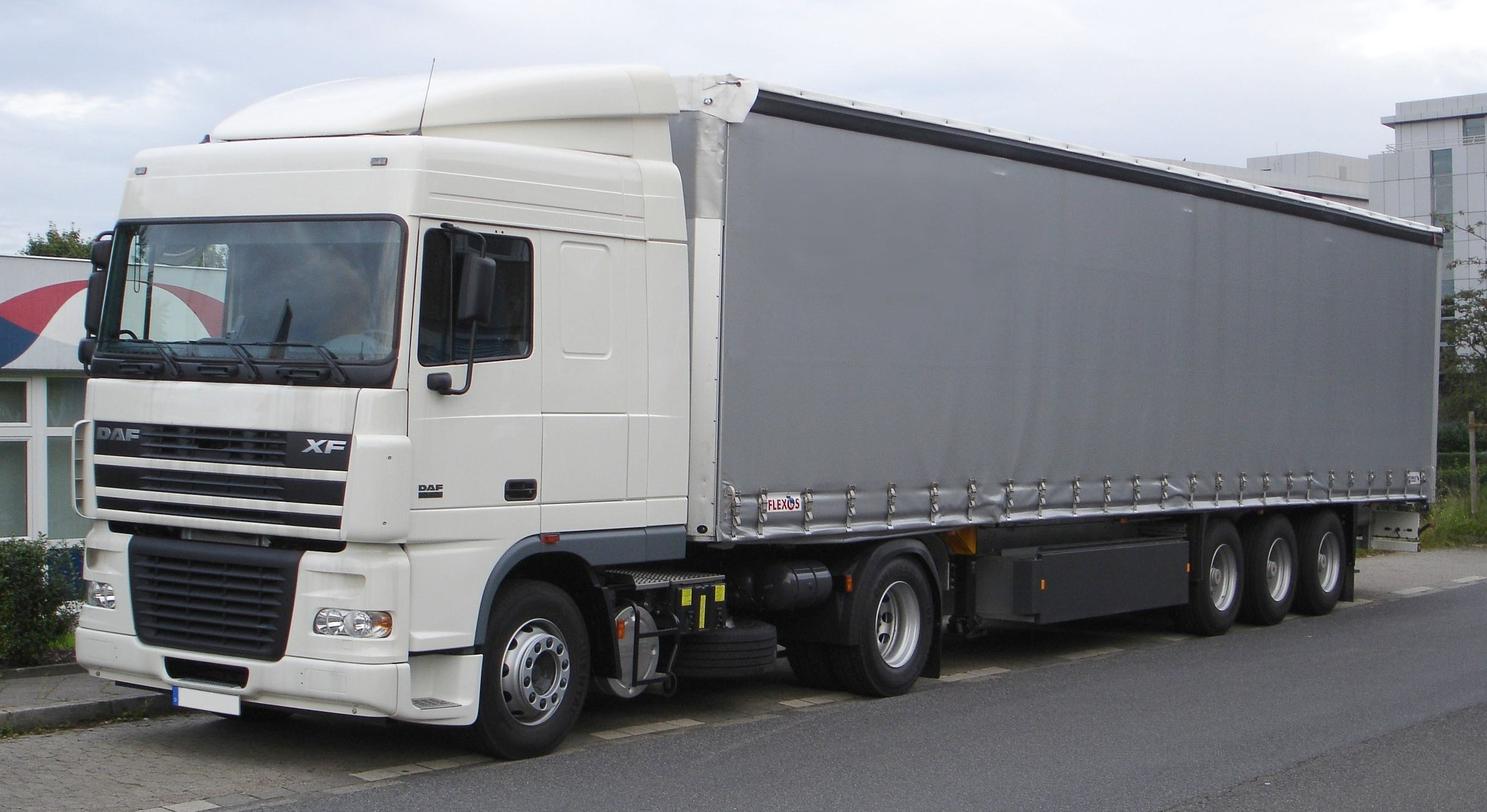
Exemple de classe 4.
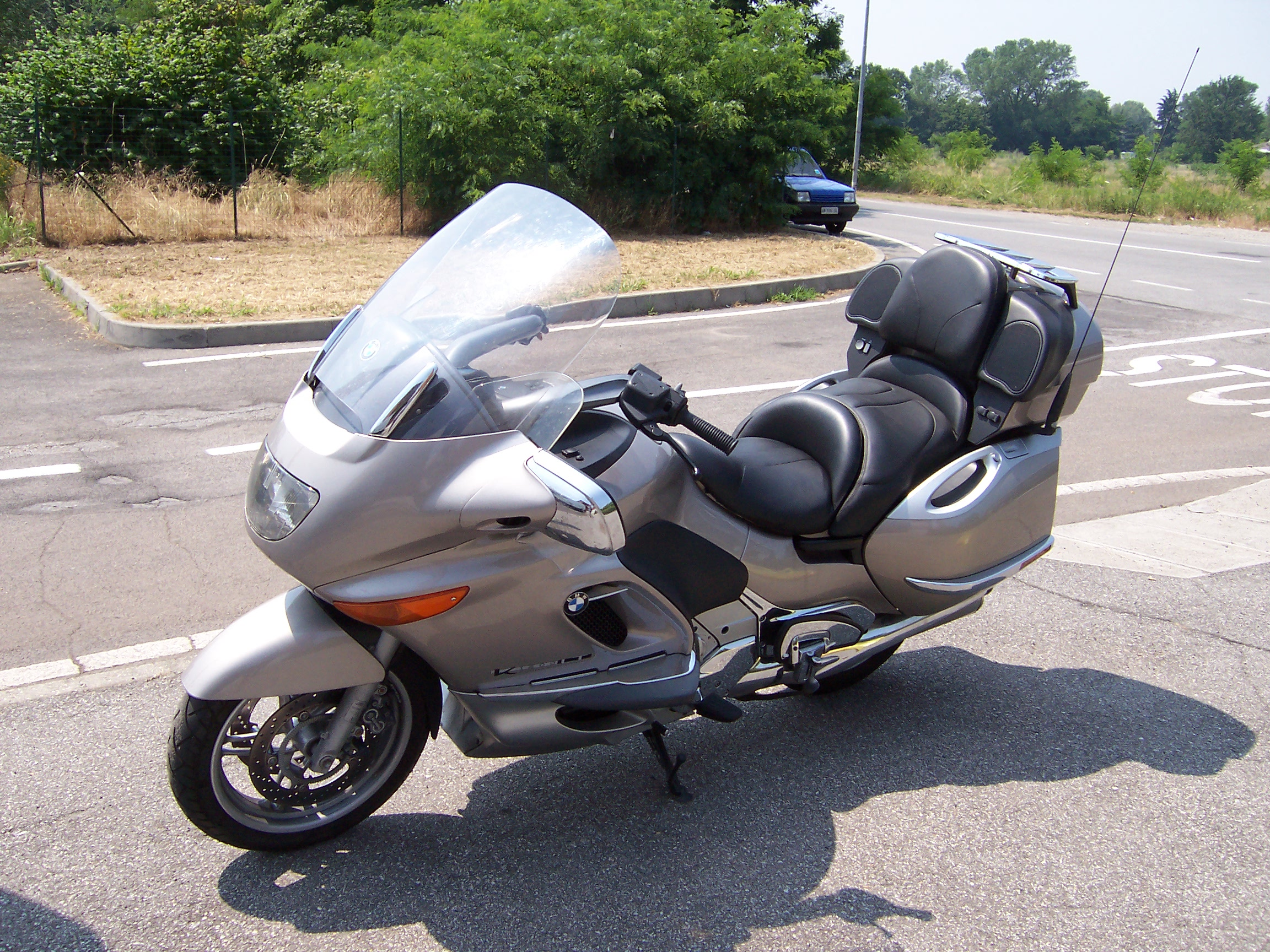
Exemple de classe 5.

##### Péage ferroviaire et fluviaux
Afin de faire contribuer les usagers (transporteurs et plaisanciers) aux coûts d'entretien, de développement et de maintenance de la voie d'eau (régénérations et restauration des barrages et écluses, remise en navigation, projets d'accroissement de gabarits, modernisation des méthodes d'exploitation, sécurité, environnement…), les gestionnaires de ces infrastructures peuvent prélever un péage défini en fonction des caractéristiques du bateau, du trajet, de la nature des marchandises transportées. En ce qui concerne Voies navigables de France, établissement public à caractère administratif français chargé de gérer environ 80 % du réseau des voies navigables de France, ces recettes représentent environ 2% du budget de VNF et sont majoritairement consacrés de l'amélioration de la qualité du service qu'il assure.
Les pêcheurs peuvent également être assujettis à un péage pour leurs bateaux.
De même, SNCF Réseau, le gestionnaire d'infrastructure ferroviaire français,  facture sous l'autorité de l'Autorité de régulation des transports  un péage permettant de financer l'entretien, la maintenance, et la mise à niveau du réseau ferré à l'ensemble des organismes faisant circuler des trains sur ses rails : régions en ce qui concerne le Transport express régional et entreprises ferroviaires. Ce péage est destiné à faire financer par les usagers une « très large part de la couverture du coût complet de gestion de l'infrastructure ferroviaire sur ses utilisateurs » dans le cadre des objectifs du contrat de performance 2021-2030 conclu entre l'État et SNCF Réseau, ce qui amène à une augmentation moyenne d'environ 8 % en 2024 par rapport à 2023, soit un montant escompté en 2024 de plus de 7 milliards d'euros. Le montant particulièrement élevé de ces péages par rapport à ceux pratiqués en Europe reflète le choix opéré par l'État de faire supporter ces coûts du gestionnaire d'infrastructure ferroviaire par les utilisateurs du réseau.
En France, les péages ferroviaires peuvent représenter 40 % du prix d'un billet de train à grande vitesse, dont le prix finance la totalité du coût de ce service. Leur tarif sont de 0,033 euros par passager et par kilomètre. Pour le  transport express régional, largement financé par les autorités organisatrices de transport (3,6 milliards d'euros en 2022 pour l'équilibre d'exploitation des trains régionaux, et, en ce qui concerne Île-de-France Mobilités, plus de 2 milliards d'euros pour la seule exploitation des Transiliens et RER du périmètre de la SNCF), le coût des péages, qui représentait 36% du prix du billet TER en 2002,  atteint jusqu'à 86% du prix du billet en 2022...
Pour réduire le prix des péages ferroviaires, certains sénateurs ont proposé de le financer avec l'argent des contribuables sous la forme de baisse de la TVA ou de financement public.

##### Critiques
Les modalités de fonctionnement des péages en France a été critiquée à de nombreuses reprises. En 2013, un rapport de la Cour des comptes souligne les conditions désavantageuses pour l'État des concessions octroyées aux sociétés bénéficiaires et avance que « les conditions actuelles ne permettent pas de garantir que les intérêts des usagers et de l'État soient suffisamment pris en compte ». Il dénonce un « modèle [qui] ne peut qu'aboutir à une hausse constante et continue des tarifs ». La Cour des comptes s'alarme également des obligations d'entretien du réseau routier qui ne sont pas respectées et observe « d'importantes dégradations des chaussées [décollement du revêtement] sur des sections étendues du réseau ».
Alain Bonnafous, professeur émérite de l'université de Lyon et chercheur au Laboratoire d'économie des transports, rappelle cependant que lors des privatisations d'autoroutes en 2002 et 2006, sous les gouvernements Jospin et Villepin, les concessionnaires ont déboursé 22,5 milliards d'euros et repris quelque 20 milliards d'encours de dette des concessions anciennes, ces sommes devant être amorties sur la durée des concessions. L'équilibre économique des concessions avait été calculé sur la base de taux de rentabilité interne (TRI) de l'ordre de 8 %, identiques à celui imposé à un établissement public tel que RFF par ses ministères de tutelle pour ses investissements ; c'est également sur une base du même ordre qu'ont été établis en 2013 les nouveaux contrats de plan avec des TRI de 7,04 % à 8,28 % pour les six concessions historiques ; les augmentations de tarifs des concessions privées ne sont d'ailleurs pas supérieures à celles des concessions non privatisées des tunnels du Mont-Blanc et du Fréjus (+2,65 %).

#### Italie

Panneau indicateur des voies réservées aux abonnés Telepass en Italie, n'est plus utilisé et sera progressivement supprimé à partir de 2022.

Les autoroutes italiennes gérées par des sociétés concessionnaires sont généralement soumises à péage. Seules les autoroutes gérées par la société publique Anas S.p.A. sont gratuites. L'autoroute A2 (Salerne-Reggio Calabria), longue de 432,6 km est exempte de péage. Autres autoroutes gérées par Anas S.p.A. gratuits sont le Grande Raccordo Anulare et Rome-Fiumicino.
Le péage ne peut varier le long du trajet d'une même autoroute. Il est fixé au kilomètre parcouru par le concessionnaire après validation par le Ministère des Transports et des Infrastructures. Il est constant pendant l'année de validation, quelle que soit l'heure ou le jour.
La société italienne Autostrade S.p.A. a inventé le télépéage, Telepass et l'Italie a été le premier pays au monde à le rendre opérationnel sur tous les services à péage (autoroutes, parkings, etc..). Plus de 70% des péages autoroutiers sont perçus électroniquement. Une section de 3,0 km de l'Autoroute A60 - 

Nouveau signal plus neutre, où Telepass, UnipolMove, MooneyGo et d'autres systèmes de péage électronique des créanciers européens sont autorisés.

Depuis 2022, UnipolMove fait partie des systèmes de péage électronique italiens et la signalisation routière a changé en conséquence.
Tangenziale de Varese et l'autoroute Pedemontana Lombarda a mis en place le péage free-flow (sans barrière) depuis le 1er janvier 2015.

#### Grande-Bretagne
Les autoroutes en Grande-Bretagne ne sont généralement pas soumises à péage. Seuls l'autoroute M6 Toll près de Birmingham et certains ponts et tunnels sont à péage, par exemple le Dartford Crossing.

#### Portugal

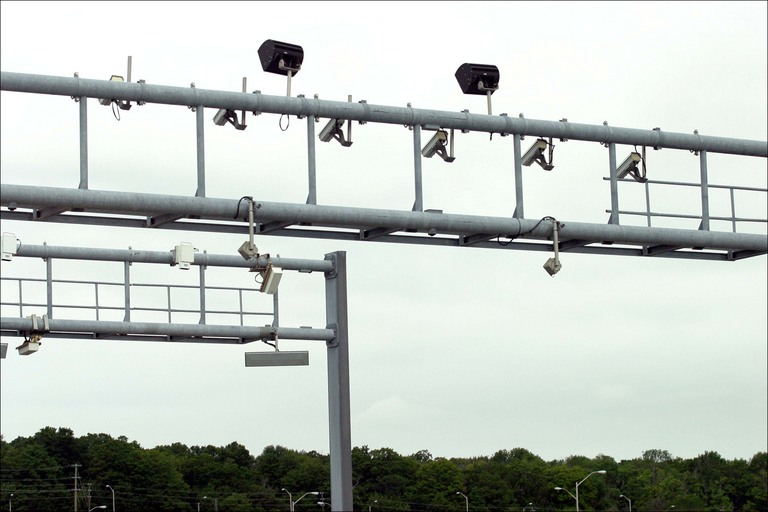
Exemple de péage électronique similaire à ceux que l'on peut trouver au Portugal.

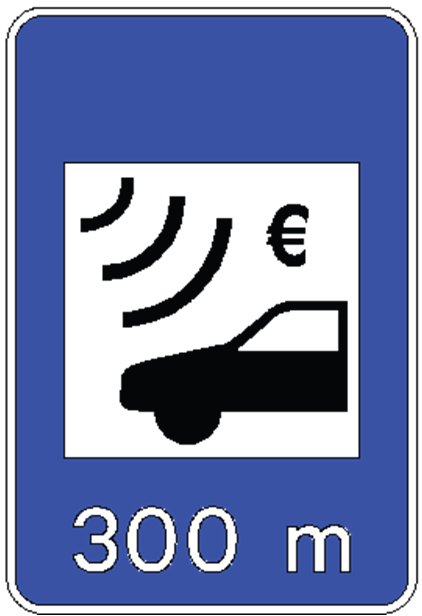
Panneau portugais annonçant un tronçon d'autoroute soumis au péage exclusivement électronique.

Depuis 2010, le Portugal s'est équipé de péages exclusivement électroniques sur certaines de ses autoroutes dont la liste, les emplacements et les modalités de fonctionnement sont disponibles sur le site dédié du concessionnaire Estradas de Portugal, SA (en).
Contrairement à un péage traditionnel, il n'y a plus de halte de paiement pour les péages exclusivement électroniques. Ce sont des portiques situés au-dessus des voies de circulation qui lisent les signaux émis par les boîtiers embarqués dans les véhicules des usagers et qui enregistrent le passage des véhicules en photographiant leur plaque minéralogique à l'avant et à l'arrière. Ces péages exclusivement électroniques sont signalés 300 mètres en avant par un panneau bleu montrant une voiture et le symbole €, parfois, précédés d'un panneau indiquant en anglais Electronic Toll Only. Ces panneaux sont suivis d'autres panneaux indiquant les tarifs par catégorie de véhicule. L'usager qui ne souhaite pas emprunter le tronçon concerné par ces péages, a la possibilité de sortir immédiatement après le panneau annonçant le péage électronique.
Les Portugais résidents peuvent s'équiper de dispositifs électroniques à placer à l'intérieur du véhicule, ou régler leur passage a posteriori dans les bureaux de poste.
Les étrangers de passage disposent également de divers moyens de paiement, comme le système EasyToll accessible aux frontières sur des aires dédiées permettant l'association des plaques minéralogiques à une carte de paiement pour un paiement en fonction des passages aux péages.
Le non-acquittement du péage électronique est sanctionné par une amende représentant 10 fois le montant dû avec un plancher de 25 €.

#### Norvège
Les péages sont assez nombreux en Norvège. On en dénombre actuellement[Quand ?] 23. Les routes sont gratuites, mais le passage par certaines infrastructures est payant (ponts, tunnels). Une fois le montant investi remboursé, les infrastructures deviennent gratuites (ainsi de 2010 à 2012, 6 infrastructures sont devenues gratuites),.

#### Suisse
Une vignette autoroutière annuelle est nécessaire pour circuler sur les autoroutes suisses. En outre un impôt direct est prélevé sur le transit étranger et l'exploitation suisse d'un véhicule poids-lourds, c'est la Redevance poids lourds liée aux prestations (RPLP).
Les tunnels du Grand-Saint-Bernard et de Munt La Schera, exploités par des sociétés privées, sont soumis au péage.
Dans le canton de Berne, certaines petites routes de montagne privées, par exemple menant à des alpages ou des barrages, appliquent un péage pour les frais d'utilisation (liste non exhaustive).
- Route Feutersoey - Arnensee
- Route Frutigen (péage à partir du lieu-dit Pratti) - Mäggissere
- Route Habkern - Lombachalp - Schwarzbach (1585 m)
- Route Kandersteg - Gasterntal (de)[23]
- Route Kandersteg - Üschenetal (Uf. der Egg)
- Commune de Reichenbach, vignette communale également disponible pour l'utilisation de ces routes (valable aussi pour des parkings)[24] :
  - Kiental – Spiggengrund – Unterburg – Eggmatti ;
  - Reudlen – Filzenäbi – Senggi ;
  - Aris – Gehrenen ;
  - Kiental – Ramslauenen ;
  - Kiental – Lengschwendi ;
  - Rufenen – Lengachere.
- Route Reutigen - Alp Matte (1564 m)
- Route Zwischenflüh - Seebergsee

D'autres routes ont été étatisées, comme la route col du Chasseral - hôtel du Chasseral reprise par le canton de Berne en 2007 ou la route Kiental - Griesalp (de) reprise par la commune de Reichenbach en 2010.

#### Pays avec vignette
Dans les pays suivants les autoroutes peuvent être utilisées seulement avec vignette automobile : Autriche, Bulgarie, Hongrie, République tchèque, Roumanie, Slovaquie, Slovénie, Suisse.

### Afrique

#### Cameroun
Au Cameroun, la route principale entre Yaoundé et Douala comporte 3 barrières de péage. Les péages routiers du Cameroun ne reflètent d'aucun modernisme et les moyens employés gangrènent la corruption autour des recettes issues de péage routier. l'État camerounais compte moderniser ce système en utilisant les moyens sophistiqués tels que les caméras de surveillances et de structures de centralisation de données (bases de données) et des logiciels capables de gérer les recettes, la sécurité routière, les contrôles de plaques minéralogiques et les traitements des images prises dans les systèmes de vidéos surveillances.

#### Côte d'Ivoire
En Côte d'Ivoire, le pont principal, le pont Henri-Konan-Bédié  reliant les deux  communes d'Abidjan Marcory et Cocody possède un péage routier. L'État ivoirien ayant modernisé ce dernier de  caméras de surveillances et de structures de centralisation de données (bases de données) et des logiciels capables de gérer les recettes, la sécurité routière, les contrôles de plaques minéralogiques et les traitements des images prises dans les systèmes de vidéos surveillances fait de la Côte d'Ivoire le premier pays à avoir réalisé des infrastructures hors norme en Afrique de l'Ouest.

#### Maroc
Au Maroc, l'essentiel du réseau autoroutier marocain, géré par Autoroutes du Maroc, est à péage. La première section à être mise sous péage fut l'autoroute Rabat-Casablanca en 1991. Aujourd'hui, le réseau autoroutier à péage marocain est long de près de 1 839 km, ce qui a permis à ADM de générer plus de 2,8 milliards de dirhams de recettes en 2017. Et le réseau tend encore à se développer avec l'ouverture prochaine des autoroutes Nador-Guercif, Rabat-Casablanca via Benslimane et Tit Melill-Berrechid.
Un système de télépéage, Jawaz, a été inauguré en 2015. Une nouvelle technique de ce système, appelée péage en free flow, est à l'étude depuis 2019, sous l'égide de Vinci Autoroutes, et qui nécessitera l'installation de portiques équipés de caméras intelligentes et de capteurs lasers, qui assureront la reconnaissance instantanée du véhicule lors de son passage, ainsi que la facturation dématérialisée du péage. Un projet de lancement d'une radio « Info Trafic 107.7 » est également en cours.

### Amérique du Nord

#### Canada
Au Canada, la majorité du réseau autoroutier est sans surcoût, à l'exception de quelques sections à péages destinées à financer des ouvrages complexes tels que des ponts.[réf. souhaitée]
Au Québec, il existe deux péages routiers, qui sont l'œuvre de partenariats public-privé: le pont de l'autoroute 25 entre Laval et Montréal et l'autoroute 30 en Montérégie. Un poste de péage (45.3177, -74.023) pour les véhicules routiers de l'A-30 est situé près de l'entrée nord-ouest du pont Serge-Marcil, qui relie Les Cèdres et Salaberry-de-Valleyfield.

### Asie

#### Inde
Depuis janvier 2021, en Inde le système RFID Fast-Ag est obligatoire sur les véhicules à quatre roues de catégorie M et N, et permet le paiement.
D'après le National Payments Corporation of India, 110 million de transactions ont été opérées avec Fastags en September 2020.
En septembre 2020, 27 banques indiennes ont déjà émis 1,9 crores tags, soit 19 millions de tags.

## Évolution

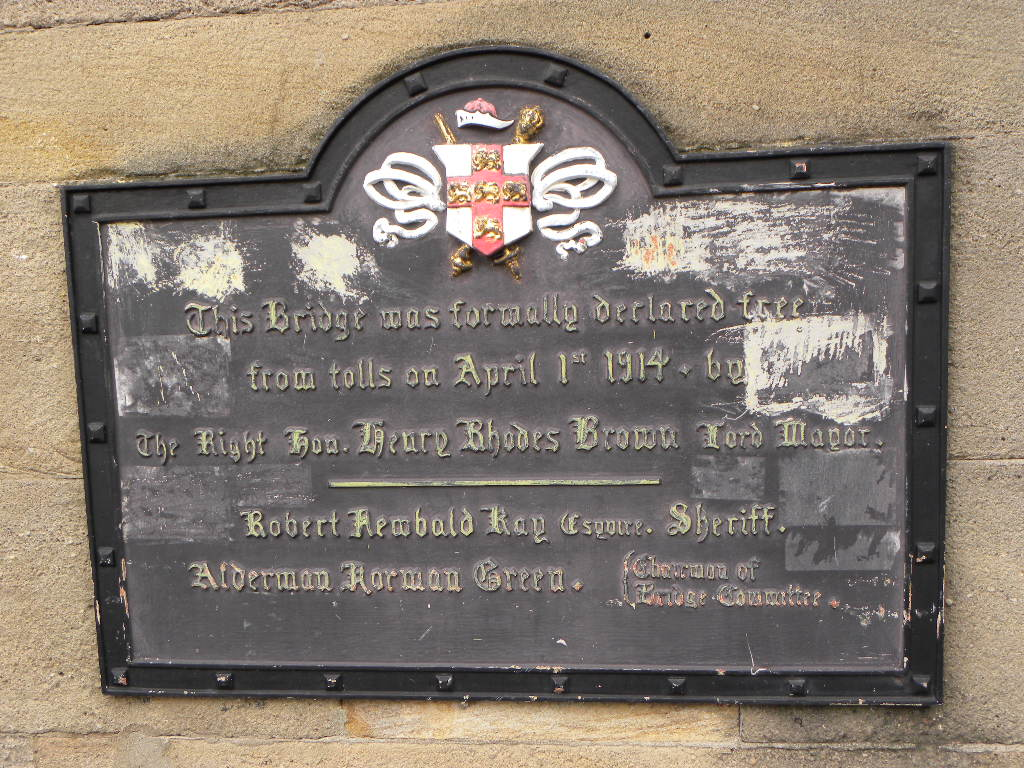
Plaque rappelant la levée en 1914 du péage sur un pont de la ville de York (G-B).

Une forme moderne de péage est le péage urbain qui consiste à faire payer l'entrée dans le centre-ville d'agglomérations importantes, et qui a surtout un but dissuasif afin de limiter la congestion et les nuisances et pollutions dues à la circulation automobile. De tels péages ont été mis en place à Oslo, à Singapour et à Londres. Ce ne sont pas des péages à proprement parler comme on en voit sur les autoroutes, du fait qu'ils sont dématérialisés et utilisent généralement un système de vidéosurveillance qui analyse en permanence les plaques d'immatriculation des véhicules entrant dans la zone payante (généralement le centre-ville). Le choix de ce système est dû au fait qu'il serait impossible d'installer des péages classiques dans toutes les rues d'accès à la zone payante.
Pour encourager le véhicule partagé, le « péage dégressif » d'autoroute est en cours. En effet, il s'agit d'un péage dégressif en fonction du nombre de personnes dans le véhicule. Plus il y a de passagers dans le véhicule, moins le péage est cher. Ce dispositif sert à favoriser le covoiturage et respecte mieux l'environnement que si chacun se déplaçait avec sa propre voiture. Un système par analyse de l'image de caméras permet de compter le nombre de personnes dans une voiture.